# Ковтун, Виктор Иванович
Виктор Иванович Ко́втун (р. 1958) — советский и украинский художник. Народный художник Украины (2002).

## Биография
Родился 1 июня 1958 года в селе Мезин (ныне Коропский район, Черниговская область, Украина) в крестьянской семье.
В 1973—1977 годах учился в ХГХУ у известного украинского живописца и графика В. И. Лапина.
В 1984 году окончил отделение монументально-декоративной росписи ХХПИ, где учился у заслуженных деятелей искусств Украины профессоров Е. П. Егорова и Л. И. Чернова, народных художников Украины, профессоров А. М. Константинопольского и А. А. Хмельницкого. Преподавал в ХХПИ: ассистент кафедры рисунка ХХПИ (1985), старший преподаватель (1989), доцент (1993), профессор кафедры рисунка (1997). С 1986 года принимает участие в республиканских, всеукраинских, всесоюзных, международных выставках.
Член СХУ с 1988 года, в 1990 году — заместителем председателя правления Харьковской организации СХУ. Член-корреспондент Петровской Академии наук и искусств (Санкт-Петербург, 1996). Действительный член международной Академии информации при ООН (1998). Действительный член Петровской академии наук и искусств (Санкт-Петербург, 2006). Академик Брестской национальной академии строительства, архитектуры и искусств (2007).

## Творчество
Является автором:
- цикла живописных работ «Мой край — Слобожанщина»
- картины «Семья Кирпы»[1].

Представительное собрание сочинений Виктора Ковтуна находится в коллекции Олега Торгало, и экспонируется в главной галереи «Раритет-Арт» (Киев). О картины художника из этой коллекции существует периодическая литература — статьи в журналах «Украинская культура» и «Muza-ua».

## Награды и премии
- Заслуженный художник Украины (1995)
- Народный художник Украины (2002)
- Национальная премия Украины имени Тараса Шевченко (2010) — за цикл живописных работ «Мой край — Слобожанщина»
- Золотая медаль фонда «Научное партнерство» и фонда «Культурное достояние»
- Почётный гражданин Харькова (2020)[5]
- Почётный гражданин Харьковской области (14 апреля 2010)
- Почётный гражданин посёлка Короп (10 июня 2013)[6]